# Bernie (Missouri)
Pour les articles homonymes, voir Bernie.
Bernie est une ville du comté de Stoddard, dans le Missouri, aux États-Unis,. Située au sud du comté, elle est incorporée en 1889.

## Démographie
Lors du recensement de 2010, la ville comptait une population de 1 958 habitants. Elle est estimée, en 2017, à 1 911 habitants.

### Source de la traduction
- (en) Cet article est partiellement ou en totalité issu de l’article de Wikipédia en anglais intitulé « Bernie, Missouri » (voir la liste des auteurs).